# Yushania farcticaulis
Yushania farcticaulis är en gräsart som beskrevs av Tong Pei Yi. Yushania farcticaulis ingår i släktet yushanior, och familjen gräs. Inga underarter finns listade i Catalogue of Life.